# Geldmuntstraat
De Geldmuntstraat is een straat in Brugge.

## Beschrijving
De Munt, het huis waar de munt als betaalmiddel geslagen werd, bevond zich aanvankelijk op de Markt. Na verloop van tijd werd een lokaal in de straat verkozen, waar men de naam Guldmuntstraat aan gaf. Men vindt:
- 1305: Ghiltusstraat,
- 1320: Giltinenstrate.

Tot in de 17de eeuw heette de straat Ghilthuustraete. Van toen af werd het Geldmuntstraat.
De straat loopt van het kruispunt Sint-Jakobsstraat, Kuipersstraat en Eiermarkt tot aan de Noordzandstraat. Samen met deze laatste, die er in het verlengde van ligt, vormt de Geldmuntstraat vandaag een van de belangrijkste winkelstraten in de Brugse binnenstad.

## Literatuur

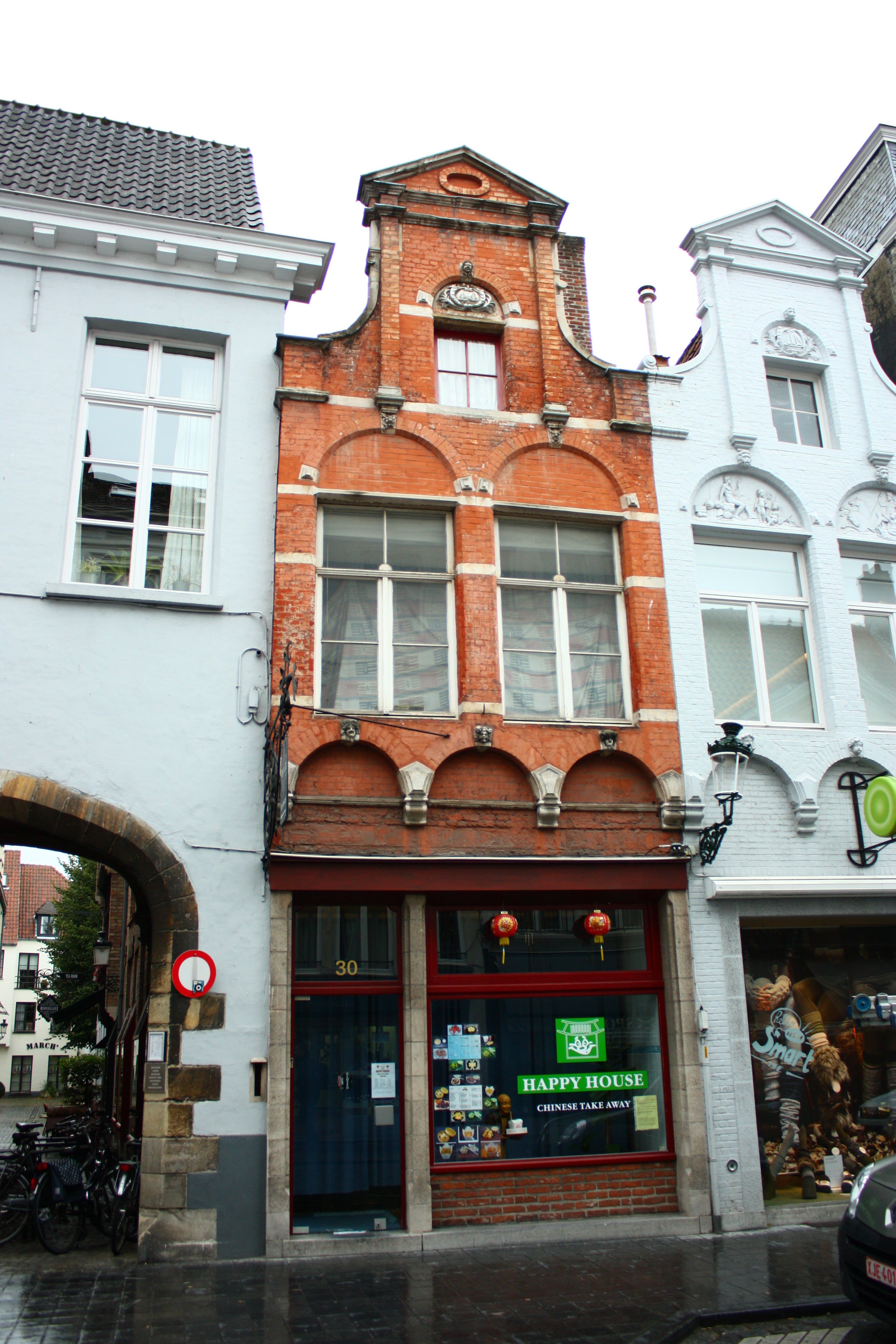
Historische huizen in de Geldmundstraat